# Sidwil·lita
La sidwil·lita és un mineral de la classe dels òxids. Rep el nom en honor de Sidney Arthur Williams (26 de desembre de 1933, Ann Arbor, Michigan, EUA - 8 de desembre de 2006, Douglas, Arizona, EUA], mineralogista de la Phelps Dodge Corporation, a la localitat de Douglas, Arizona.

## Característiques
La sidwil·lita és un hidròxid de fórmula química MoO₃·2H₂O. Va ser aprovada com a espècie vàlida per l'Associació Mineralògica Internacional l'any 1983, sent publicada per primera vegada el 1985. Cristal·litza en el sistema monoclínic. La seva duresa a l'escala de Mohs és 2,5.
Segons la classificació de Nickel-Strunz, la sidwil·lita pertany a «04.FJ: Hidròxids (sense V o U), amb H₂O +- (OH); octaedres que comparteixen angles» juntament amb els següents minerals: meymacita, tungstita, hidrotungstita, ilsemannita i parabariomicrolita.

## Formació i jaciments
Va ser descoberta al llac Como, situat al comtat de San Juan (Colorado, Estats Units). També ha estat descrita a les mines de Poe, al comtat de Luna (Nou Mèxic), i al districte miner de Marysvale, al comtat de Piute (Utah), tots dos indrets també als Estats Units. Aquests tres indrets són els únics de tot el planeta on ha estat descrita aquesta espècie mineral.